# Guldtuben
Guldtuben var en svensk branschgala som från 2014 till 2018 delade ut priser till personligheter som gjorde sig särskilt bemärkta inom sociala medier, i synnerhet, och ursprungligen enbart, Youtube. Det anordnades av Splay One som är ett nätverk, en sorts agentur, för youtubare. Vinnarna fick en guldfärgad tetraeder, som var designad av Viktor Erlandsson. Dess triangelsidor representerade den uppspelningsknapp som startar klippen på Youtubekanalerna.
Galan direktsändes i Sveriges Television 2018 och hölls på Annexet i Stockholm. Galan skulle ha hållits 26 maj 2019 och sänts av SVT men arrangören insåg att de inte hade tillräckliga resurser för att genomföra den. Beskedet kom ett par veckor innan galan var tänkt att hållas. Splay meddelade att det var en paus och att galan skulle återkomma 2020. Galan arrangerades emellertid inte 2020 och arrangören har inte släppt någon ytterligare information sedan dess.

## Galor år för år
- Guldtuben 2014
- Guldtuben 2015
- Guldtuben 2016
- Guldtuben 2017
- Guldtuben 2018